# 阿爾克-瑟南的皇家鹽場
阿爾克-瑟南的皇家鹽場（法語：Royal Saltworks at Arc-et-Senans）是位於法國東部杜省阿尔克-瑟南的舊鹽場。這座鹽場是由充滿創造力的建築师克洛德·尼古拉·勒杜設計。為了追求理想的工業都市的形狀，鹽場最初計劃為建為圓形，但在建為半圓形時工程就中斷了。然而其的計劃性可代表當時城市規劃的特徵，因此獲得了高度的評價，被聯合國教科文組織評為世界文化遺產。鹽場在19世紀關閉，現在作為博物館和資料館開放。

## 外部連結
- 官方網站 （页面存档备份，存于）